# Legacies
Legacies è una serie televisiva statunitense di genere fantasy, ideata da Julie Plec e trasmessa dal 25 ottobre 2018 al 16 giugno 2022 sul network The CW per quattro stagioni.
Si tratta di uno spin-off della serie televisiva The Originals, a sua volta spin-off della serie televisiva The Vampire Diaries.

## Trama
Alaric Saltzman già da qualche anno ha fondato a Mystic Falls una scuola per bambini e adolescenti appartenenti al mondo soprannaturale, il Collegio Salvatore, nel quale studiano le sue figlie, le streghe gemelle Josie e Lizzie, e anche Hope Mikaelson, la figlia di Klaus e Hayley, il tribrido che possiede i poteri di vampiro, di strega e di licantropo delle tre specie. Il Collegio Salvatore cerca di mantenere un equilibrio tentando di istruire i ragazzi in un ambiente sicuro dove potranno esplorare le loro potenzialità, ma tale equilibrio si spezza con l'arrivo di un ragazzo umano di nome Landon Kirby, infatti stranamente alla sua comparsa seguono le apparizione di numerose creature soprannaturali dimenticate dalla storia, ricordate da sempre come mere leggende, Hope e i suoi compagni di scuola, sotto la guida di Alaric, affrontano questi mostri per sventare i loro misteriosi propositi.

## Episodi
La prima stagione è stata trasmessa in prima visione assoluta su The CW dal 25 ottobre 2018 al 28 marzo 2019, la seconda dal 10 ottobre 2019 al 26 marzo 2020, la terza dal 21 gennaio al 24 giugno 2021, la quarta e ultima dal 14 ottobre 2021 al 16 giugno 2022.
In Italia, la prima stagione è andata in onda in prima visione assoluta su Premium Stories dal 24 aprile al 7 agosto 2019, la seconda dal 1º gennaio al 13 luglio 2020, la terza dal 13 aprile al 27 luglio 2021. La quarta e ultima stagione viene trasmessa in prima visione su La5 dal 20 luglio al 14 settembre 2022.
| Stagione         | Episodi | Prima TV USA | Prima TV Italia |
| ---------------- | ------- | ------------ | --------------- |
| Prima stagione   | 16      | 2018-2019    | 2019            |
| Seconda stagione | 16      | 2019-2020    | 2020            |
| Terza stagione   | 16      | 2021         | 2021            |
| Quarta stagione  | 20      | 2021-2022    | 2022            |

## Personaggi e interpreti

### Personaggi principali
- Hope Andrea Mikaelson (stagioni 1-4), interpretata da Danielle Rose Russell, doppiata da Lucrezia Marricchi.
Figlia di Hayley Marshall e Niklaus Mikaelson, due personaggi delle serie televisive The Vampire Diaries e The Originals. Essendo nata da un lupo mannaro e un vampiro, a sua volta figlio di una strega, Hope è un tribrido, ovvero l'unica al mondo a possedere i poteri soprannaturali di tutte e tre le specie, infatti può trasformarsi in lupo quando vuole, ha la forza, agilità e il fattore di guarigione di un vampiro (oltre al fatto che può nutrirsi di sangue) e tutti i poteri di una strega, in più essendo una primogenita Mikaelson i suoi poteri magici sono molto superiori al normale. Il suo sangue può trasformare i licantropi in ibridi asserviti a lei. È una ragazza di buon cuore, sempre pronta ad aiutare i suoi amici, ma a causa delle perdite subite, ha sviluppato un atteggiamento forte e solitario. Alla fine della prima stagione salva tutti saltando volontariamente nella dimensione Malivore e tutti si dimenticano di lei. Ha una relazione con Landon. È gelosa della relazione tra Josie e Landon, ma vuole troppo bene ad entrambi perciò decide di non intromettersi perché crede che siano felici senza di lei. Grazie a Josie tutti si ricordano di lei. Scoprendo la verità su di lei, sia Josie che Landon se la prendono con lei, ma tutto sembra avere un lieto fine e tornare alla normalità se pur con qualche iniziale difficoltà. Per salvare Josie dalla magia nera, entra nel subconscio dell’amica facendole capire che può ancora cambiare la storia che lei stessa si è scritta. Nella terza stagione, lei e Landon si lasceranno, dopo il ritorno della giovane fenice dal mondo prigione. Nella quarta stagione si trasforma nel tribrido, venendo uccisa da sua zia Freya per sconfiggere una volta per tutte Malivore, e diventa una vampira completa. Con la morte di Malivore muore anche Landon, e di conseguenza Hope spegne i suoi sentimenti diventando più fredda e crudele, arrivando a mandare in coma il preside Saltzman. Va alla caccia dei supersiti della Triad che cercano di ucciderla. Perde temporaneamente il possesso del suo corpo dopo essere stata ingannata dalla vampira Aurora De Martel.
- Landon Kirby (stagioni 1-4), interpretato da Aria Shahghasemi, doppiato da Alessandro Campaiola.
Ragazzo orfano che casualmente viene a conoscenza dell'esistenza di creature come vampiri, streghe e lupi mannari, poiché il suo migliore amico Rafael è uno di loro. Diventa uno studente della scuola Salvatore. Sua madre, Seylah Chelon, rimase incinta di lui quando finì nella dimensione di Malivore. Landon è figlio di Malivore ed è una fenice. Egli infatti è stato creato per resuscitare dalle sue ceneri ogni volta che muore, per mandare avanti la discendenza di Malivore. Ha una relazione con Hope. All’inizio della seconda stagione diventa il ragazzo di Josie, ma la lascia quando capisce, o meglio, si “ricorda” di essere innamorato di Hope. Muore dopo che viene trafitto dalla freccia dorata, come predetto dalla Sfinge, ma una volta che il Necromante lo resuscita, si scopre che solo la fenice in lui è morta, e che ora è solo un essere umano. Dopo poco più di un anno di relazione con Hope, fanno l'amore, ma lui si scioglie in una pozza nera uguale a quella di Malivore, essendo il sangue di Hope tossico per lui. Finisce poi nell'oscurità, dove combatte contro il necromante per scappare, e finire nel mondo prigione dove viene trovato da Malivore e usato come tramite. Alla fine ne esce (dal mondo prigione) attraversando dei portali creati con la magia nera. Allo scopo di sconfiggere Malivore, dopo che Hope diventa il Triibrido, crea una spada col suo sangue con cui uccide il corpo di Landon e anche Malivore. Nella morte Landon finisce nel Limbo, dove tenta di trovare la Pace, ma alla fine si ritrova a diventare il Traghettatore.
- Josette "Josie" Olivia Saltzman (stagioni 1-4), interpretata da Kaylee Bryant, doppiata da Margherita De Risi.
Figlia di Alaric e Josette Parker e sorella gemella di Lizzie, è anch'ella una studentessa della scuola Salvatore. È una persona gentile e altruista, ma la sua codipendenza la spinge a voler essere sempre indispensabile per gli altri. Come la sorella non possiede magia propria, ma può assorbirla e usarla da altre fonti di magia. È molto protettiva con Lizzie, costretta però a darle sempre tutte le sue attenzioni.  All’inizio della seconda stagione intraprende una relazione con Landon, ma verrà lasciata da lui quando egli ammetterà di essere ancora innamorato di Hope. Convinta da Clark, il fratellastro di Landon, sotto le spoglie del professor Vardemus, inizia a fare incantesimi di magia nera, questo la porterà ad accumulare sempre più oscurità dentro di lei tanto da non riuscire più ad averne il controllo, lasciando emergere la sua parte più cattiva ed egoista. Alla fine della seconda stagione cercherà di fondersi con Lizzie. Verrà salvata da Hope che le farà capire che essere forti non significa essere necessariamente cattivi, ed essere buoni non vuol dire essere deboli. Nella quarta stagione, Josie decide di lasciare la scuola Salvatore e Mystic Falls.
- Elizabeth "Lizzie" Jenna Saltzman (stagioni 1-4), interpretata da Jenny Boyd, doppiata da Giulia Catania.
Figlia di Alaric e Josette Parker e sorella gemella di Josie, è anch'ella una studentessa della scuola Salvatore. È una ragazza superficiale ed egocentrica che dà quasi sempre tutto per scontato, anche se a modo suo tiene a sua sorella e i suoi amici. Soffre di attacchi di panico e scatti d'ira che a volte possono indurla alla violenza, cosa per la quale cerca di farsi aiutare. Come la sorella, non possiede magia propria ma può assorbirla da altre fonti di magia. È molto legata alla madre adottiva, Caroline. Nella prima stagione prende una cotta per Rafael, e durante un momento di sconforto da parte di entrambi, i due finiscono a letto insieme. Non sopporta Hope, cosa che inizialmente non si spiega, ma poi si capisce che la detesta perché crede sia lei ad aver messo in giro voci denigratorie sul suo conto, quando in realtà è stata Josie,che le aveva fatto credere che la Mikaelson fosse la causa di tutti i suoi problemi. Nella seconda stagione Lizzie e Hope sembrano essere più unite, come vere amiche. Sempre nella seconda stagione si innamora di Sebastian, un affascinante vampiro che inizialmente appare solo a lei ma che poi si rivela essere reale, ma essiccato per via dei suoi crimini. Cercherà di trasformarla in un vampiro facendole bere a tradimento un po’ del suo sangue. Lizzie è molto legata a MG, soprattutto nella seconda stagione. Nella quarta stagione, dopo essere stata uccisa da Hope, diventa un'eretica.
- Milton "MG" Greasley (stagioni 1-4), interpretato da Quincy Fouse, doppiato da Gabriele Patriarca.
Vampiro e studente della scuola Salvatore. È un bravo ragazzo, gentile e socievole, sempre pronto ad aiutare gli altri, tuttavia è uno “squartatore”, non ha controllo sulla sua sete di sangue umano, arrivando al punto di uccidere le sue vittime. È innamorato di Lizzie da sempre, anche se lei lo tratta sempre male. Nella seconda stagione incontra Kim, la sorella umana di Kaleb e tra di loro sembra nascere qualcosa. Nonostante ciò però, lui rimane pur sempre innamorato di Lizzie.
- Rafael "Raf" Waithe (stagioni 1-3; ospite stagione 4), interpretato da Peyton Alex Smith, doppiato da Federico Campaiola.
Licantropo e migliore amico di Landon, che considera come un fratello. È uno studente della scuola Salvatore. Come per tutti i licantropi, anche Rafael ha problemi a gestire la rabbia. Attivò il gene della licantropia uccidendo per sbaglio la sua fidanzata Cassie, causando un incidente stradale. Scopre che la sua madre biologica era un licantropo mentre suo padre è un umano. Diventa l'alfa del branco dei lupi della scuola Salvatore dopo aver sfidato e battuto Jad. Nella prima stagione sembra piacergli Josie, ma lei sa che Lizzie ha una cotta per lui e quindi lo allontana dicendogli che la sorella viene prima. Durante un momento di sconforto e di rabbia va a letto con Lizzie ma i due non avranno mai una vera e propria relazione. Più avanti comincia a provare sentimenti per Hope che vengono resi più chiari nella seconda stagione quando tutti si dimenticano della Mikaelson, non appena i ricordi ritornano, decide di farsi da parte perché lei gli piace troppo e non può starle accanto neanche come amico essendo la ragazza di Landon che Rafael considera come un fratello.
- Alaric Saltzman (stagioni 1-4), interpretato da Matt Davis, doppiato da Vittorio Guerrieri.
Preside della scuola Salvatore e padre di Josie e Lizzie. Cerca di educare i suoi studenti in un ambiente protetto e sotto alcuni aspetti è una sorta di figura paterna per Hope. Ha una vasta conoscenza del soprannaturale. Viene estromesso dalla sua carica alla fine della prima stagione, venendo poi assunto come preside del liceo di Mystic Falls. Successivamente, ritorna alla sua carica alla scuola Salvatore con l'aiuto di Josie.
- Kaleb Hawkins (stagioni 2-4; ricorrente stagioni 1-2), interpretato da Chris Lee, doppiato da Daniele Raffaeli.
Studente vampiro della scuola Salvatore e migliore amico di MG. Gli vuole molto bene, infatti lo considera uno di famiglia, e tutte le volte che lo vede in difficoltà, cerca sempre di aiutarlo e guidarlo. Ama divertirsi, prendendo la vita con spensieratezza, ma è anche saggio e intelligente.
- Jed Tien (stagioni 3-4; ricorrente stagioni 1-2), interpretato da Ben Levin, doppiato da Alex Polidori.
Studente licantropo della scuola Salvatore e alfa. Viene battuto da Rafael in uno scontro e deve cedere il titolo di alfa a quest'ultimo.
- Ethan Machado (stagioni 3-4; ricorrente stagione 2), interpretato da Leo Howard, doppiato da Manuel Meli.
Figlio dello sceriffo Mac e fratello di Maya e studente al liceo di Mystic Falls. Gioca a football.
- Cleo Sowande (stagione 4; ricorrente stagioni 3-4), interpretata da Omono Okojie, doppiata da Rossa Caputo.
Nuova studentessa strega della scuola Salvatore. È una musa.

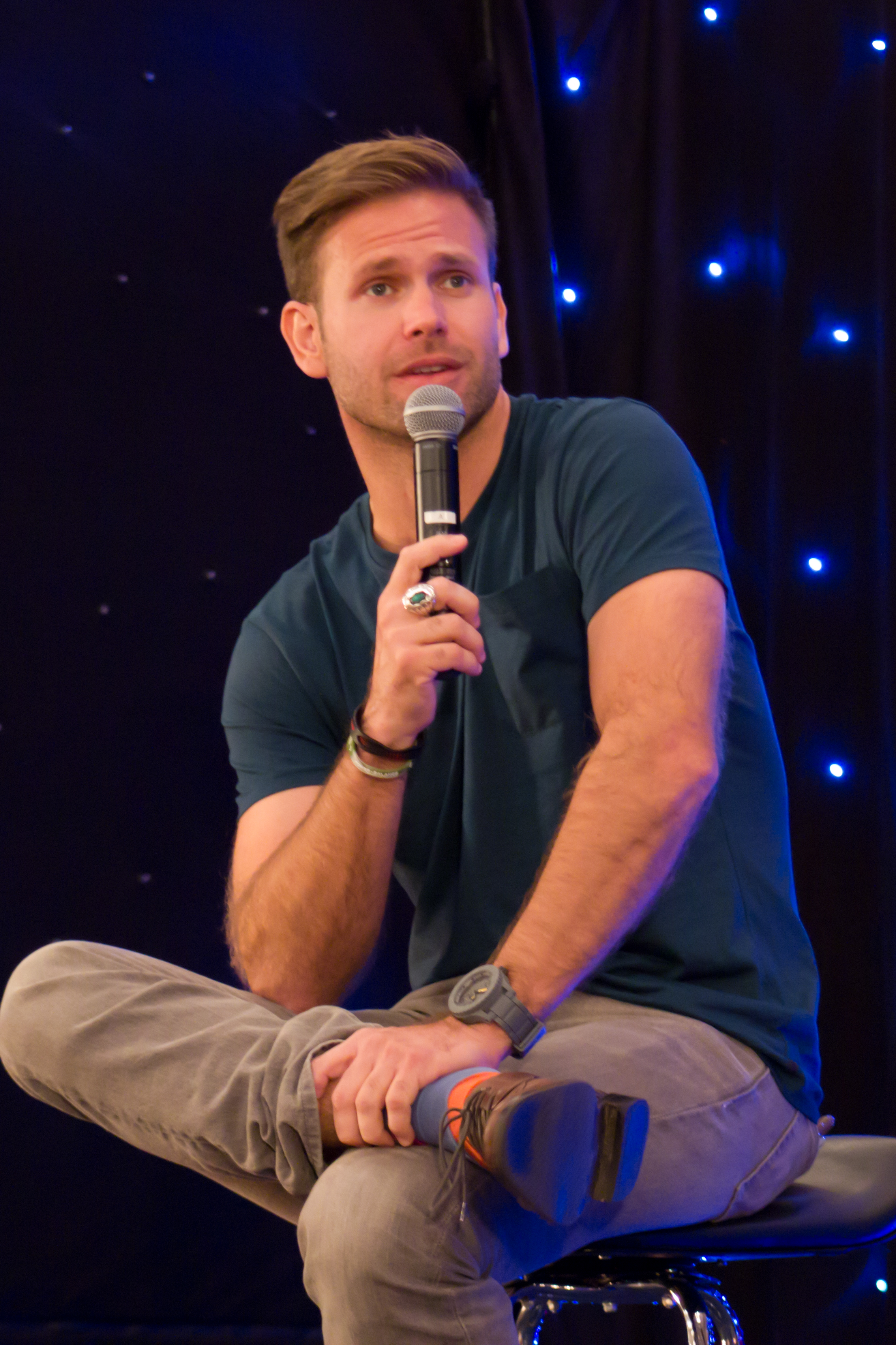
Matt Davis interpreta Alaric Saltzman

### Personaggi ricorrenti
- Dorian Williams (stagioni 1-4), interpretato da Demetrius Bridges, doppiato da Dimitri Winter.
Bibliotecario, nonché insegnante, della scuola Salvatore. Personaggio apparso per la prima volta in The Vampire Diaries.
- Penelope Park (stagione 1), interpretata da Lulu Antariksa, doppiata da Giulia Franceschetti.
Studentessa strega della scuola Salvatore ed ex fidanzata di Josie. Ragazza spregiudicata e manipolatrice, ma anche protettiva nei confronti di Josie. Non è mai stata in buoni rapporti con Hope e Lizzie. Lascia l'istituto per andare a studiare in una scuola per sole streghe.
- Emma Tig (stagioni 1-2; ospite stagioni 3-4), interpretata da Karen David, doppiata da Alessia Amendola.
Insegnante strega della scuola Salvatore. Ha una relazione con Dorian.
- Connor (stagione 1), interpretato da Sam Ashby.
Studente umano del liceo di Mystic Falls. Ha sempre preso in giro Landon. Viene ucciso da un ragno gigante che si impossessa del suo corpo.
- Dana Lilien (stagione 1), interpretata da Katie Garfield.
Studentessa umana del liceo di Mystic Falls. Viene uccisa dal ragno gigante.
- Pedro (stagioni 1-2; ospite stagioni 3-4), interpretato da Reznor Malalik Allen.
Studente stregone bambino della scuola Salvatore.
- Sasha Stoteraux (stagione 1), interpretata da Selah Austria.
Studentessa umana del liceo di Mystic Falls.
- Il Necromante (stagioni 1-4), interpretato da Ben Geurens, doppiato da Francesco Pezzulli.
Una delle creature che in passato venne sigillata dentro Malivore. È capace di comunicare con gli spiriti e invocare i morti controllandoli. In passato ha conosciuto Klaus.
- Ryan Clarke (stagioni 1-4), interpretato da Nick Fink, doppiato da Gabriele Vender.
Agente della Triad e golem. Figlio di Malivore, venne rinnegato dal padre in quanto incapace di procreare. Lui e Landon sono fratelli. Viene decapitato dal Necromante, e finisce nell'oscurità. Dopo mesi, viene resuscitato come umano, da una strega della Triad, in modo che il padre non possa più tormentarlo.
- Veronica Greasley (stagione 1), interpretata da Erica Ash, doppiata da Stella Musy.
Madre di MG e dipendente della Triad.
- Kym (stagione 2), interpretata da Ebboney Wilson, doppiata da Letizia Ciampa.
Sorella umana di Kaleb.
- Sceriffo Machado, detta "Mac" (stagioni 2-3), interpretata da Bianca Kajlich, doppiata da Rossella Acerbo.
Nuovo sceriffo di Mystic Falls dopo l'abbandono di Matt Donovan. Ha due figli: Ethan e Maya.
- Rupert Vardemus (stagione 2; ospite stagione 4), interpretato da Alexis Denisof, doppiato da Stefano Benassi.
Potente stregone, era stato scelto come sostituto di Alaric per prendere il suo posto come nuovo preside della Salvatore Boarding School, ma Clarke lo catturerà assumendo la sua identità. In seguito viene liberato da Emma, e sarà il preside di una scuola universitaria.
- Maya (stagione 2; ospite stagione 4), interpretata da Bianca Santos, doppiata da Eva Padoan.
Figlia di Mac e sorella di Ethan, e studia insieme a suo fratello al liceo di Mystic Falls.
- Sebastian (stagione 2), interpretato da Thomas Doherty, doppiato da Emanuele Ruzza.
Affascinante e misterioso vampiro di 500 anni. Ha avuto una relazione con una strega di nome Cassandra, che l'ha prosciugato con la magia facendolo essiccare, allo scopo di proteggerlo da un mostro. Viene risvegliato, inconsapevolmente da Kaled e MG, dopodiché s'innamora ricambiato di Lizzie. Per i suoi modi noncuranti di nutrirsi viene rinchiuso nel mondo prigione da Alaric ed Emma.
- Wade Rivers (stagioni 2-4), interpretato da Elijah B. Moore, doppiato da Mattia Nissolino.
Studente della scuola Salvatore e appassionato di videografia. È una fata. Il suo migliore amico è Landon.
- Alyssa Chang (stagioni 2-3), interpretata da Olivia Liang.
Strega e studentessa della scuola Salvatore. Da piccola ha ucciso i suoi stessi genitori incendiandolo insieme alla loro casa, in quanto non riusciva a controllare i suoi poteri magici. Col tempo s'innamorerà di MG.
- Chad (stagione 2; ospite stagione 3), interpretato da Charles Jazz Terrier.
Un seguace e servo del Necromante. Lavorava in una gelateria, che poi ha lasciato perché affascinato dalla storia del Necromante. Dopo che quest'ultimo ha stipulato l'accordo con Alaric, alla fine della seconda stagione, egli spezza il suo legame con Chad, ma lui poi muore per sempre.
- Jade (stagione 2; ospite stagione 3), interpretata da Giorgia Whigham.
Vampira ed ex studentessa della scuola Salvatore. Anche lei è una "squartatrice".
- Finch Tarrayo (stagioni 3-4), interpretata da Courtney Bandeko.
Studentessa del liceo di Mystic Falls e nuova ragazza di Josie. È un licantropo. Alla fine della serie, Jed le affida il ruolo di capobranco.
- Il Traghettatore (stagione 4; ospite stagione 3), interpretato da J.J. Dunlap.
 è una creatura divina, con le fattezze di uno scheletro, il cui compito è, appunto, traghettare/trasportare le anime dei defunti, dal Limbo verso la Pace, a bordo di una barca. Inoltre se il Traghettatore dovesse infrangere le regole del Limbo, come ad esempio riportare qualcuno in vita, ne pagherebbe le conseguenze perdendo una parte di sé
- Aurora de Martel (stagione 4), interpretata da Rebecca Breeds, doppiata da Benedetta Degli Innocenti.
Vampira, prima della linea di sangue di Rebekah Mikaelson e primo amore di Niklaus Mikaelson. Personaggio apparso per la prima volta in The Originals. Dopo essere stata resa inoffensiva dall'incantesimo del sonno, i seguaci dell Triade l'hanno rintracciata e risvegliata. Il suo primo obiettivo è risvegliare gli Dei e servirsi di loro, per coronare la sua vendetta nei confronti di Hope e la sua famiglia, per il male che le hanno fatto. Alla fine capisce che Hope è una brava persona, e muore contrapponendosi davanti a lei mentre, il dio Ken stava cercando di ucciderla con una lancia, tranfiggendole il cuore.
- Ben (stagione 4), interpretato da Zane Phillips. 
Semidio, maledetto da suo padre Ken. È gay, e ha una relazione con Jed.
- Jen (stagione 4), interpretata da Piper Curda. 
Dea, sorellastra di Ben. È un fabbro.
- Ken (stagione 4), interpretato da Luke Mitchell, doppiato da Fabrizio De Flaviis. 
Padre di tutti gli Dei; il suo obiettivo è uccidere Hope, per dimostrare di essere il più forte.

Molte delle creature che appaiono nella serie vengono interpretate dagli attori Douglas Tait, Ja'don Christian e Cheetah Platt, spesso mascherati con complessi trucchi prostetici.

### Personaggi ospiti
- Matt Donovan (stagione 1), interpretato da Zach Roerig, doppiato da Edoardo Stoppacciaro.
Sceriffo di Mystic Falls. Nella seconda stagione si apprende che Matt, che è stato eletto sindaco della città, ha lasciando il suo posto di sceriffo a Mac. Personaggio apparso per la prima volta in The Vampire Diaries.
- Jeremy Gilbert (stagione 1), interpretato da Steven R. McQueen, doppiato da Alessio Puccio.
Cacciatore di esseri soprannaturali. Personaggio apparso per la prima volta in The Vampire Diaries.
- Josette Parker (stagione 1), interpretata da Jodi Lyn O'Keefe, doppiata da Rossella Izzo.
Madre biologica di Lizzie e Josie. Viene resuscitata brevemente dal Necromante. Personaggio apparso per la prima volta in The Vampire Diaries.
- Seylah Chelon (stagioni 1-4), interpretata da Ayelet Zurer, doppiata da Francesca Fiorentini.
Madre biologica di Landon Kirby.
- Roman Sienna (stagione 1), interpretato da Jedidiah Goodacre, doppiato da Flavio Aquilone.
Vampiro ed ex fidanzato di Hope. Personaggio apparso per la prima volta in The Originals.
- Nia (stagione 1), interpretata da Joi Liaye, doppiata da Francesca Manicone.
Gorgoni. Ha il potere di pietrificare chiunque con il suo sguardo, eccetto i vampiri, ed è in grado di trasformare i suoi capelli in serpenti. Lei e MG diventano buoni amici.
- Freya Mikaelson (stagioni 2-4), interpretata da Riley Voelkel, doppiata da Joy Saltarelli.
Zia di Hope e potente strega. Personaggio apparso per la prima volta in The Originals.
- Sfinge (stagioni 2-4), interpretato da Babak Tafti.
- Walt (stagioni 2-3), interpretato da Jason Turner, doppiato da Alessandro Budroni.
Padre di Rafael.
- Kai Parker (stagione 2), interpretato da Chris Wood, doppiato da Francesco Venditti.
Zio di Josie e Lizzie, riesce ad evadere dal mondo prigione in cui era stato intrappolato nell'ottava stagione di The Vampire Diaries.
- Diego (stagione 2), interpretato da Carlos Sanson, doppiato da Lorenzo Crisci.
È un licantropo, intrappolato nel mondo prigione acquisisce la capacità di trasformarsi in un lupo umanoide.
- Wendy (stagione 2), interpretata da Ronni Hawk.
È una strega specializzata nel potere della pirocinesi.
- Rebekah Mikaelson (stagione 4), interpretata da Claire Holt, doppiata da Valentina Favazza.
Zia di Hope e vampira Originale. Personaggio apparso per la prima volta in The Vampire Diaries.
- Kol Mikaelson (stagione 4), interpretato da Nathaniel Buzolic.
Zio di Hope e vampiro Originale. Personaggio apparso per la prima volta in The Vampire Diaries.
- Marcel Gerard (stagione 4), interpretato da Charles Michael Davis, doppiato da Fabrizio Vidale.
Vampiro-Bestia ed ex protetto di Klaus Mikaelson; per Hope è come un fratello. Personaggio apparso per la prima volta in The Vampire Diaries.
- Klaus Mikaelson (stagione 4), interpretato da Joseph Morgan, doppiato da Emiliano Coltorti.
Padre di Hope, morto nel finale di The Originals. Padre di Hope, riappare per dare un ultimo messaggio a sua figlia. Personaggio apparso per la prima volta in The Vampire Diaries.
- Caroline Forbes (stagione 4; cameo vocale stagione 3), interpretata da Candice King, doppiata da Gemma Donati.
Madre surrogata delle gemelle Saltzman, che ritorna alla scuola Salvatore per sostituire Alaric come preside. Personaggio apparso per la prima volta in The Vampire Diaries.

## Produzione

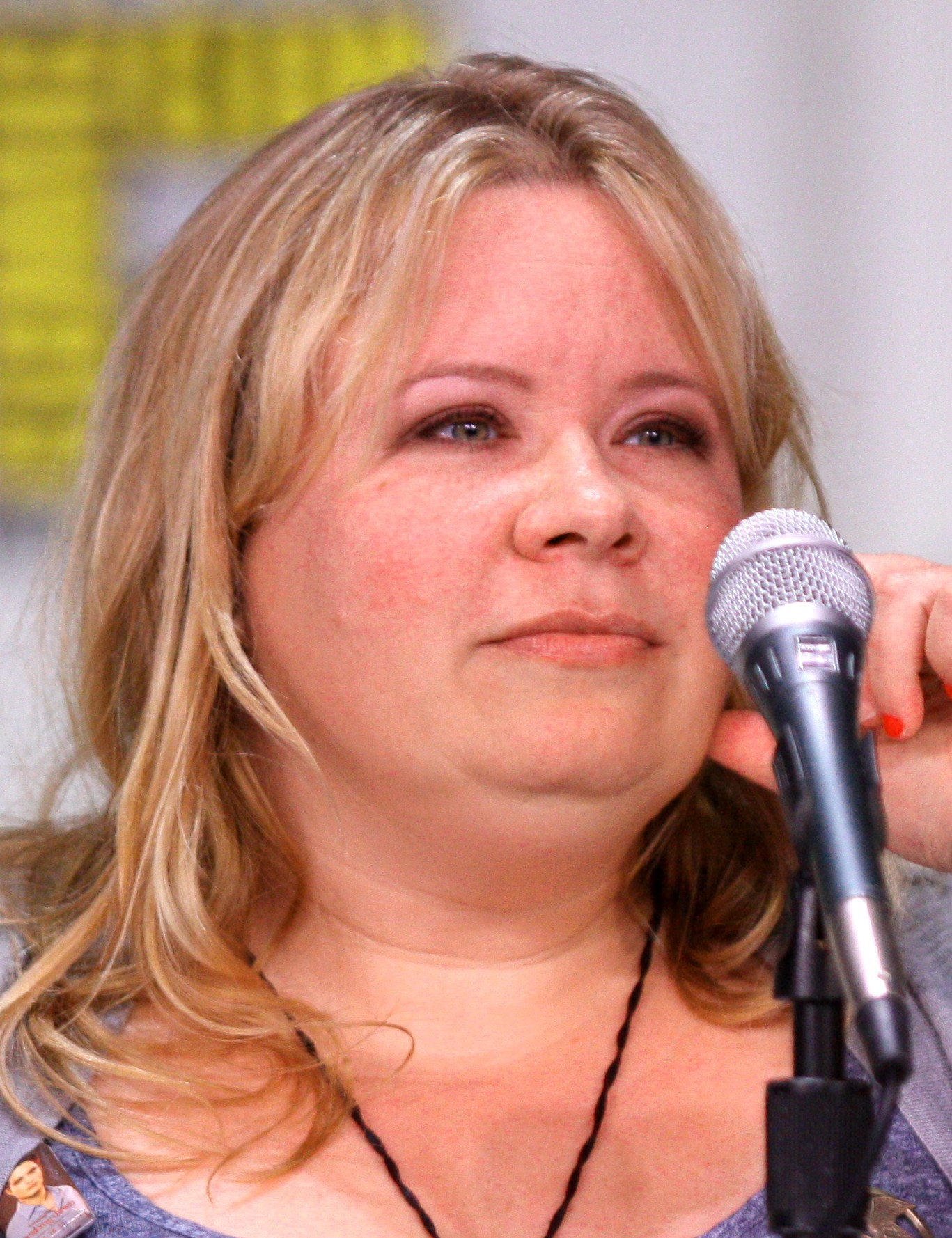
Julie Plec

In data 11 maggio 2018 è stato annunciato che The CW avrebbe prodotto una serie televisiva spin-off dal titolo Legacies per la stagione televisiva 2018-2019. La creatrice della serie è Julie Plec, già creatrice di The Originals e co-creatrice di The Vampire Diaries.
Il 31 gennaio 2019 la serie è stata rinnovata per una seconda stagione. Il 7 gennaio 2020 The CW ha annunciato il rinnovo per una terza stagione, mentre il 3 febbraio 2021 la serie è stata rinnovata per una quarta stagione. Il 12 maggio 2022, The CW ha annunciato che la serie si sarebbe conclusa con la quarta stagione.

### Casting
La serie ha per protagonista Hope Mikaelson, interpretata da Danielle Rose Russell. Nel cast vi è anche Matt Davis nel ruolo di Alaric Saltzman, personaggio apparso sia in The Vampire Diaries sia in The Originals. Kaylee Bryant e Jenny Boyd sono le interpreti di Josie e Lizzie Saltzman, già apparse in The Vampire Diaries e The Originals. Fanno parte del cast anche Aria Shahghasemi, Quincy Fouse e Peyton Alex Smith.

## Accoglienza

### Critica
Sul sito web dell'aggregatore di recensioni Rotten Tomatoes, la serie ha un punteggio di approvazione dell'82% basato su 11 recensioni, con una valutazione media di 8,0/10; il consenso critico recita: "Un'aggiunta divertente e veloce alla scuderia di The CW della serie soprannaturale del liceo, Legacies emerge dall'ombra di sua sorella mostra un piacere inaspettato." Metacritic, che utilizza una media ponderata, ha assegnato un punteggio di 59 su 100 basato su 5 critici, indicando "recensioni miste o medie".

## Universo diLegacies
La serie condivide un universo con le serie The Vampire Diaries e The Originals.